# 北京駅
北京駅（ペキンえき）は、中華人民共和国北京市東城区にある、中国国家鉄路集団（CR）の駅。北京鉄路局管轄の特等駅である。
本項では、近接する北京地下鉄の北京駅駅（ペキンえきえき）についても記述する。

## 乗り入れ路線

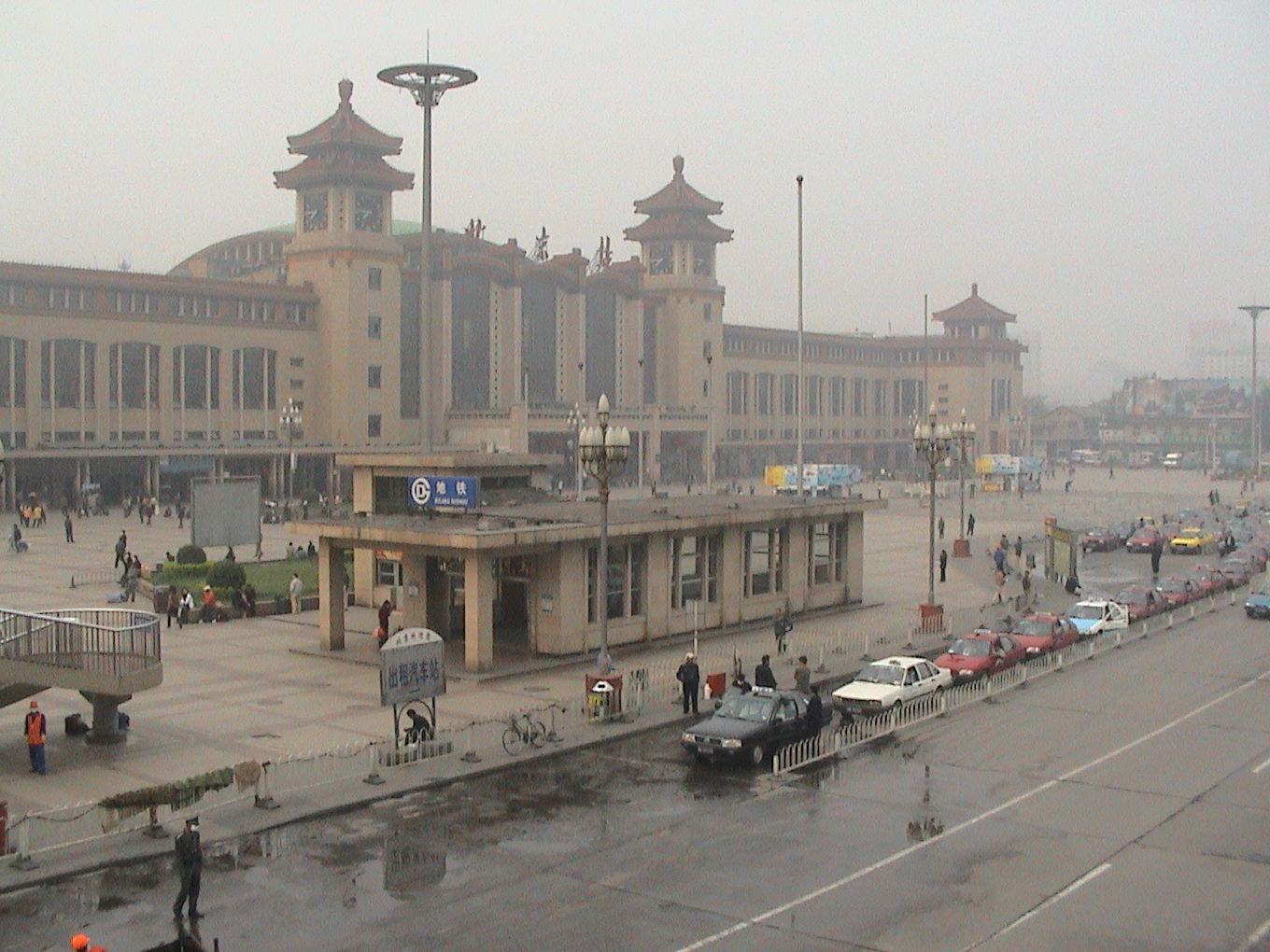
北京駅と地下鉄入口（2003年）

中国国家鉄路集団の駅に乗り入れている路線は、線路名称上は京滬線・京哈線・北京地下直径線の3路線が乗り入れており、いずれも当駅が起点である。中国各地方面の列車の他、モスクワのヤロスラフスキー駅行きK3/4次列車及びボストーク号、ウランバートル駅行きK23/24次列車、平壌駅行きK27/28次列車といった国際列車も発着している。
中国国家鉄路集団の駅舎の北側にある駅前道路の地下に北京地下鉄2号線の「北京駅」が位置している。

## 歴史
詳細は「京奉鉄道正陽門東駅」を参照

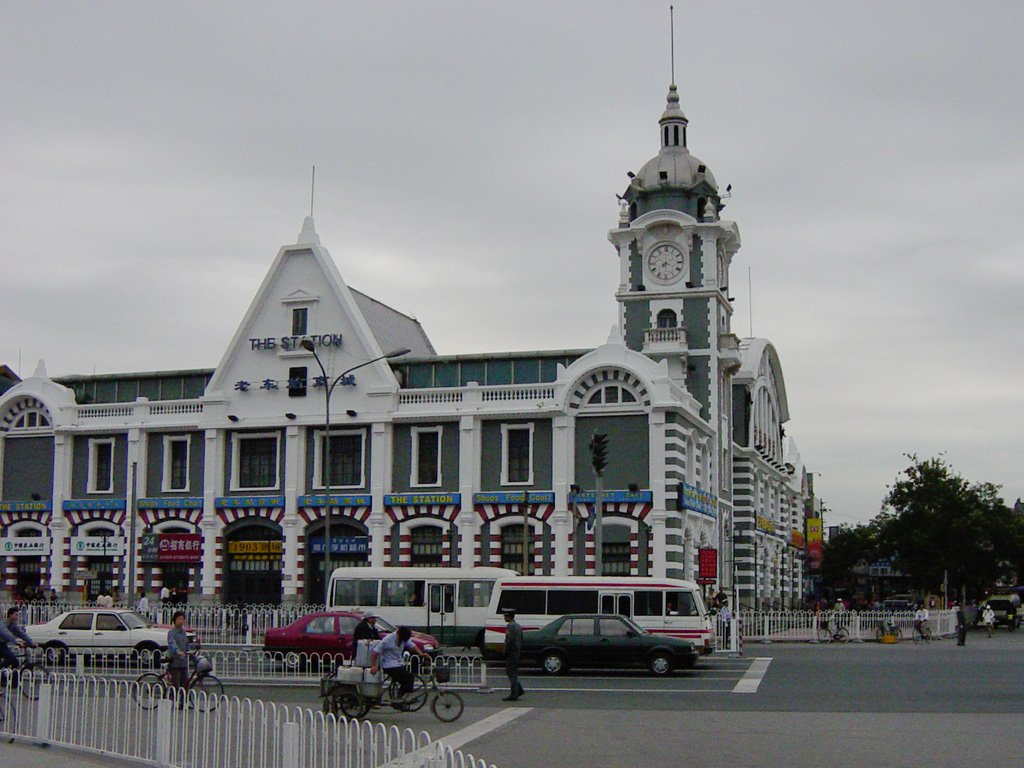
旧北京駅（正陽門駅）（2005年5月）

元は正陽門甕城の東側にあり、「京奉鉄道正陽門東駅」（京奉铁路正阳门东车站）として1901年開業。国民党政権が首都を南京とした時期には北京自体が北平と改名されたため「北平駅」（北平站）などとも呼ばれていたが1949年9月30日に北京駅と改称した。

1959年の北京駅

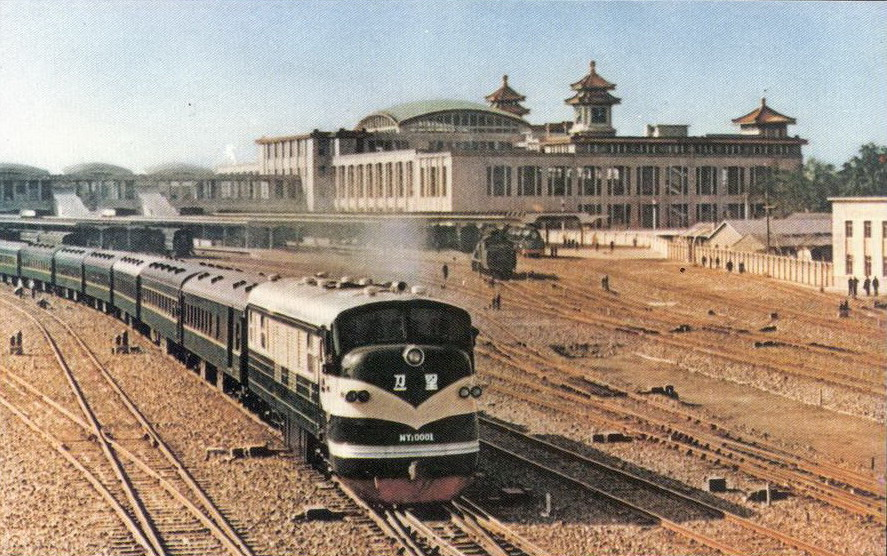
1959年、衛星型0001号機関車が北京駅を出発した様子

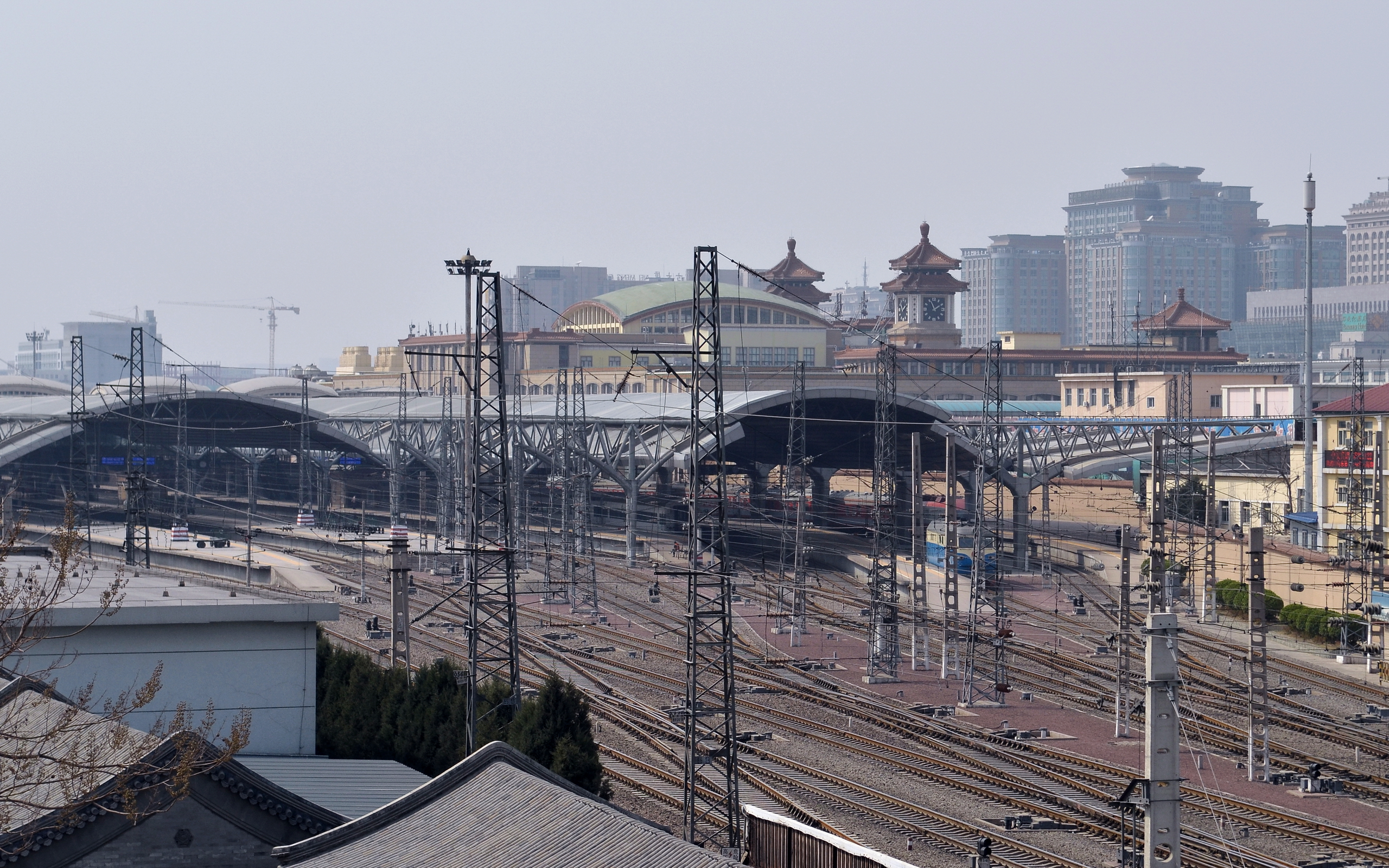
2012年4月、電化工事の完了した北京駅

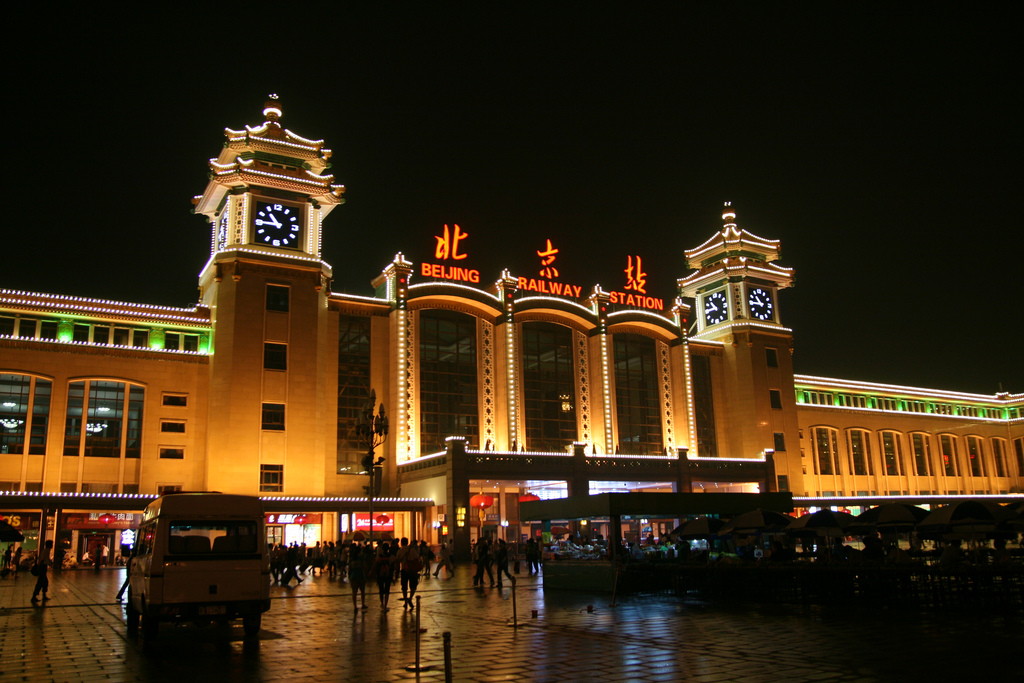
2008年8月，英語駅名を加えた北京駅

### 移転計画
1958年、中華人民共和国の建国十周年を迎えるにあたり、中国共産党中央委員会は北京十大建築の10棟の1つとして新しい北京駅の建設を決定した。建設地は正陽門の東3kmの地点が選定された。1958年10月下旬に当時の著名な建築家である楊廷宝や陈登鏊、国家建工部第一建築設計院、南京工学院の合同チームで設計を開始した。同年12月上旬には基本設計が完了し中央委員会で承認された。当時の国務院総理であった周恩来も新北京駅の建設に関心を持っていた。周恩来は駅舎の両サイドに角楼を加えるよう指示した。

### 建設
1959年1月20日、駅の建設が開始された。ソ連の技術者の指導の下、土工は最も多いときに2万人余りが投入され、建設費用は5782万元を投入して建設された。7ヵ月後の同年9月10日に工事が終了。完成当時の駅の占地総面積は250000平方メートル、その内駅舎面積は46700平方メートル、広場面積は40000平方メートルあり当時中国最大規模の駅であった。
同年9月13日～9月14日|14日の北京駅営業開始前に、当時の中国国家主席の劉少奇、国務院総理の周恩来、全国人民代表大会常務委員会委員長朱徳らが視察した。9月15日0時10分～2時20分の間、中共中央主席の毛沢東は当時の北京市市長の彭真、鉄道部部長の呂正操と副部長武竟天を連れて視察した。毛沢東は切符売り場に行き、窓口の販売員に販売の状況を尋ねてから普蘭店方面の129次列車切符を入手した。その後、毛沢東は書道にて「北京站」の3文字を書いた。毛沢東の新北京駅の視察を終え一番列車に乗り込んで出発した後、北京駅は正式に開業した。同時に旧北京駅（正陽門東駅）は廃止となった。同年10月4日には当時の中共中央書記虚総書記の鄧小平が新北京駅を視察した。

### 開業初期
新北京駅の開業によって、以前の正陽門東駅時代に比べ輸送力が大幅に向上し、北京市内ではもちろん、中国国内でも利用客の多い鉄道駅となった。利用客数は1950年代末期では毎年600万人、1960年代末期で800万人、1970年代末期で1500万人、改革開放後には年間3000万人以上に膨れ上がった。北京駅の逼迫を緩和するため、北京市政府と鉄道部は1980年代末期から第2の北京旅客駅の建設に着手し、1996年に北京西駅（西客駅）が完成した。京広線方面の旅客列車を北京西駅発着に変更することにより、北京站の年間利用客数は2000万人以下に抑えられることとなった。

### 数度の改築
1976年以来、北京駅は切符管理のコンピュータシステム、テレビモニター、ワイヤレス通信、自動放送システムを導入して近代化を図ったり、プラットホームの有効長を497～603mに延長し、拡大する需要に応えてきた。1988年には北京駅広場に上海電鐘廠製の屋外大型映像装置が設置された。
1996年の暑運の時期に磁気自動券売機を試験導入したが、結果は思わしくなく正式に導入されることはなかった。
1998年5月から1999年9月まで鉄道部と北京市は耐震工事を行うと同時に、中央空調システム、発車標を導入した。2003年6月18日より北京駅の拡張工事が行われ、7・8番ホームの新設、3本の列車到着・発着線を増設、床面積を20,513平方メートル増加、アーチ形のホーム屋根を設置、1～6番ホームのホーム高さを1.2mに高床化、西側に到着線を延長、南側の高架降車通路の延長が行われた。2004年7月12日に北京駅の拡張工事が一段落した。
2008年6月、北京オリンピックによる外国人利用客の増加に備え、駅舎に掲げられている駅名の下に英語名「Beijing Railway Station」を追加し、出入口、切符売り場の案内看板に英語を追加した。2008年7月には北京南駅が京津都市間鉄道の始発駅として完成したことで、ターミナル機能がさらに分散され、北京駅のダイヤへの圧迫が軽減された。
さらに、北京駅と北京西駅を繋ぐ北京地下直径線が2005年12月に竣工し、2013年7月に開通した。開通後、頭端式ホームの一部を直通運行可能な島式・単式ホームに変更し、京哈線～京広線を経由する列車の運行が可能になった。

### 年表
- 1901年 - 今の北京駅の前身「京奉鉄道正陽門東駅」が開業。
- 1949年9月30日 - 北京駅に改称。
- 1959年 - 現在の北京駅が開業。
- 1969年10月1日 - 北京地下鉄の駅開業（公務員のみ利用可）。
- 1977年 - 北京地下鉄の駅を一般に開放。
- 1980年
  - 10月29日 - 北京駅2階南廊下にて爆発が発生し、10人死亡、81人が怪我を負った[16][17]。
  - 詳細時期不明 - 北京地下鉄の駅を外国人も使用可能になった。
- 1984年9月20日 - 北京地下鉄2号線全線開通、1号線と2号線の運転を分離。
- 2013年
  - 3月5日 - 鉄道部が解体。
  - 3月14日 - 中国鉄路総公司設立。北京駅は中国鉄路総公司に吸収される。
  - 7月 - 北京地下直径線開業。

## 駅構造

### 中国国家鉄路集団
駅開業当初は頭端式ホーム6面12線を有しており、大規模で近代的なターミナル駅であった。現在は頭端式4面7線、島式3面6線、単式1面1線、その他側線2線の合計8面16線の地上駅である。特に単式1面1線の1番線ホームはホーム幅が広くとられており、金正恩委員長が訪中する際の専用列車の発着にも使われている。駅舎は中華民族とスターリン様式を融合させたデザインとなっている。12箇所の旅客用待合室の総面積は14000平方メートルあり、14000人を収容できる。駅舎内にはその他に授乳室、映画館、ゲームセンター、レストラン、郵便局、医務室がある。
駅構内には開業当初、上海交通大学と上海エレベータが共同開発した、中国国産初のエスカレータ（AC2-59型）が4台導入された。1980年代～1990年代に2台が更新され、2005年初頭には残りがオーチス製のものに更新された。

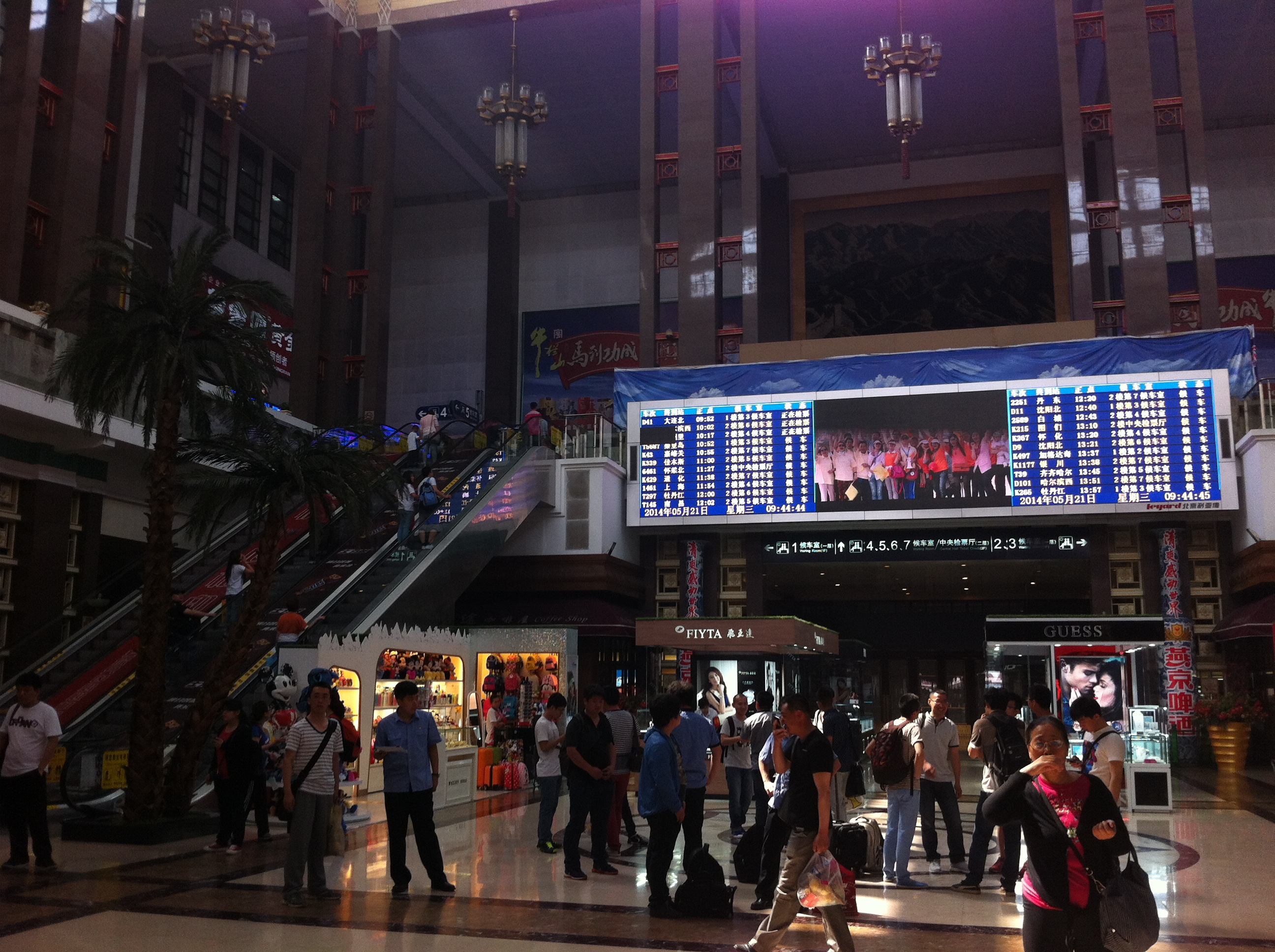
出発ロビー（2014年5月21日）
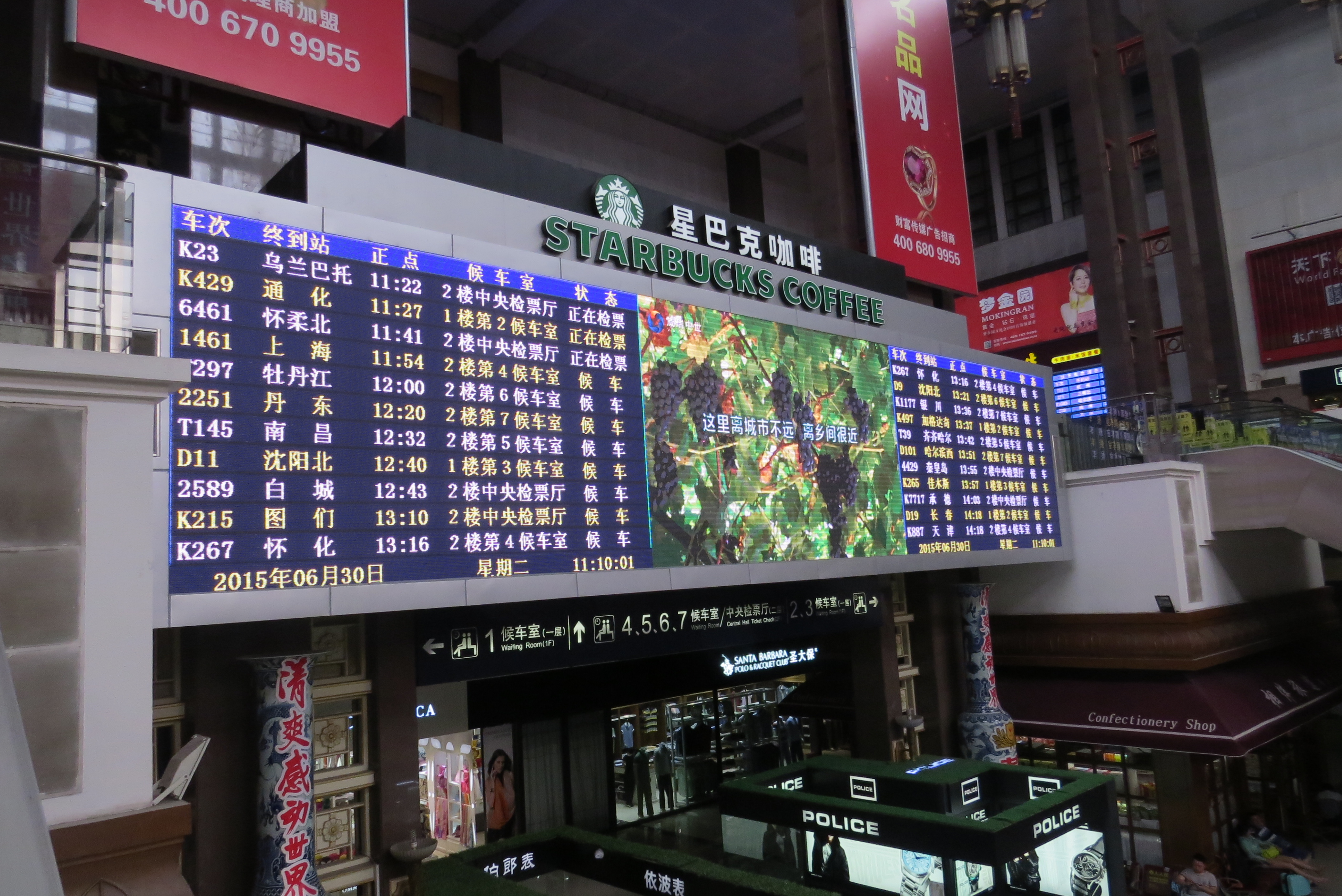
発車標（2015年6月30日）
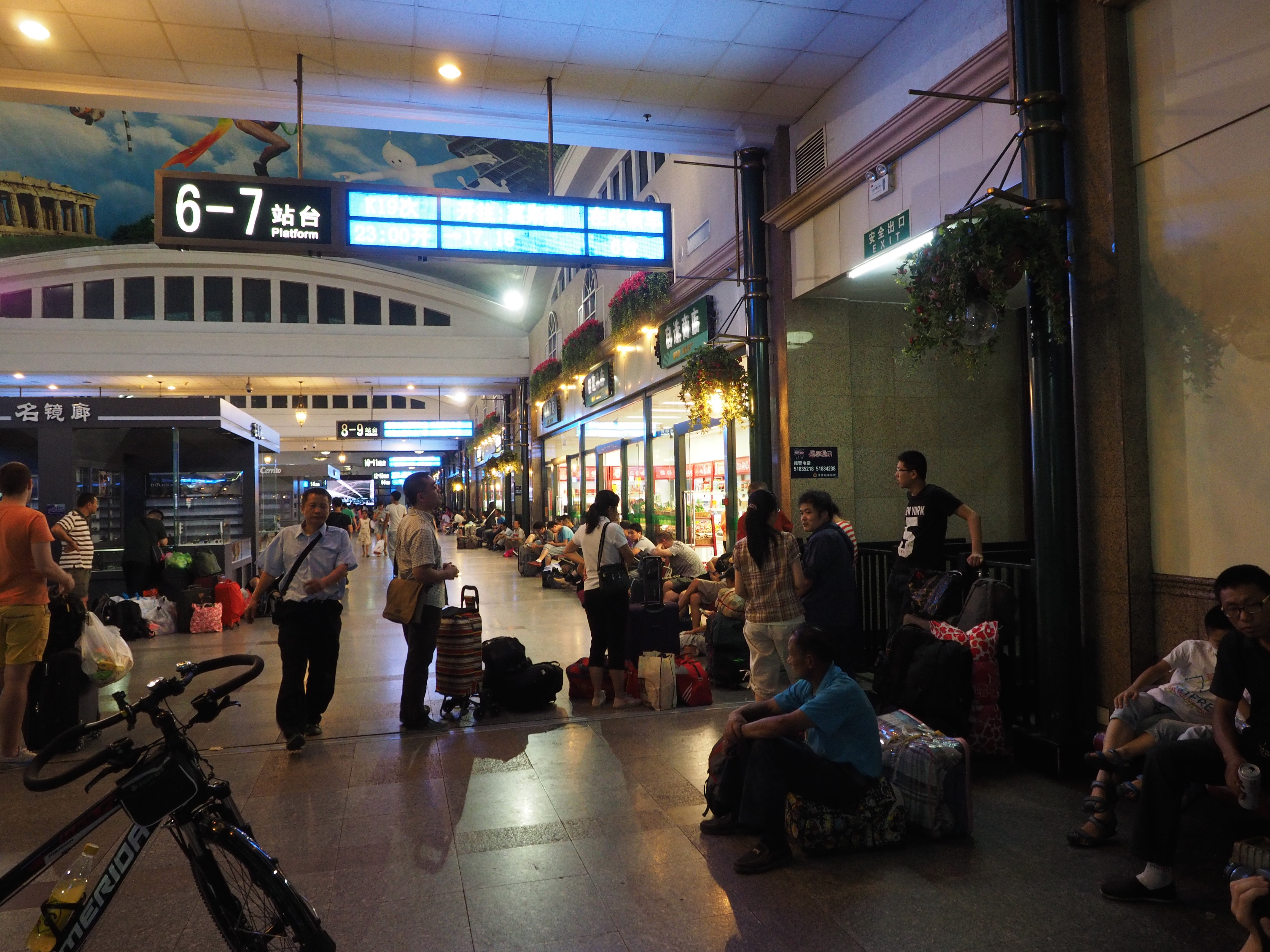
改札内コンコース（2014年7月12日）
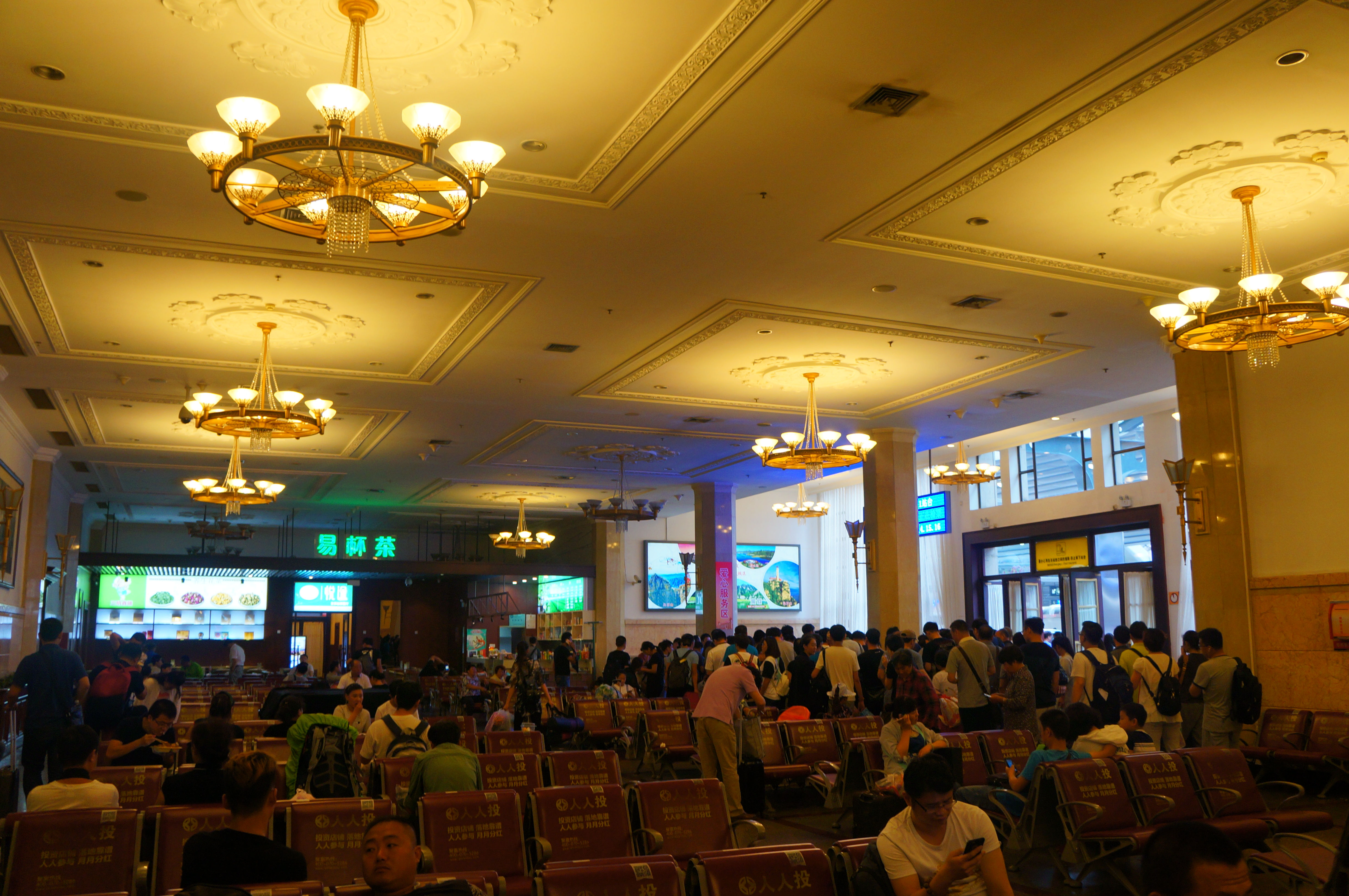
1番待合室（2016年6月17日）
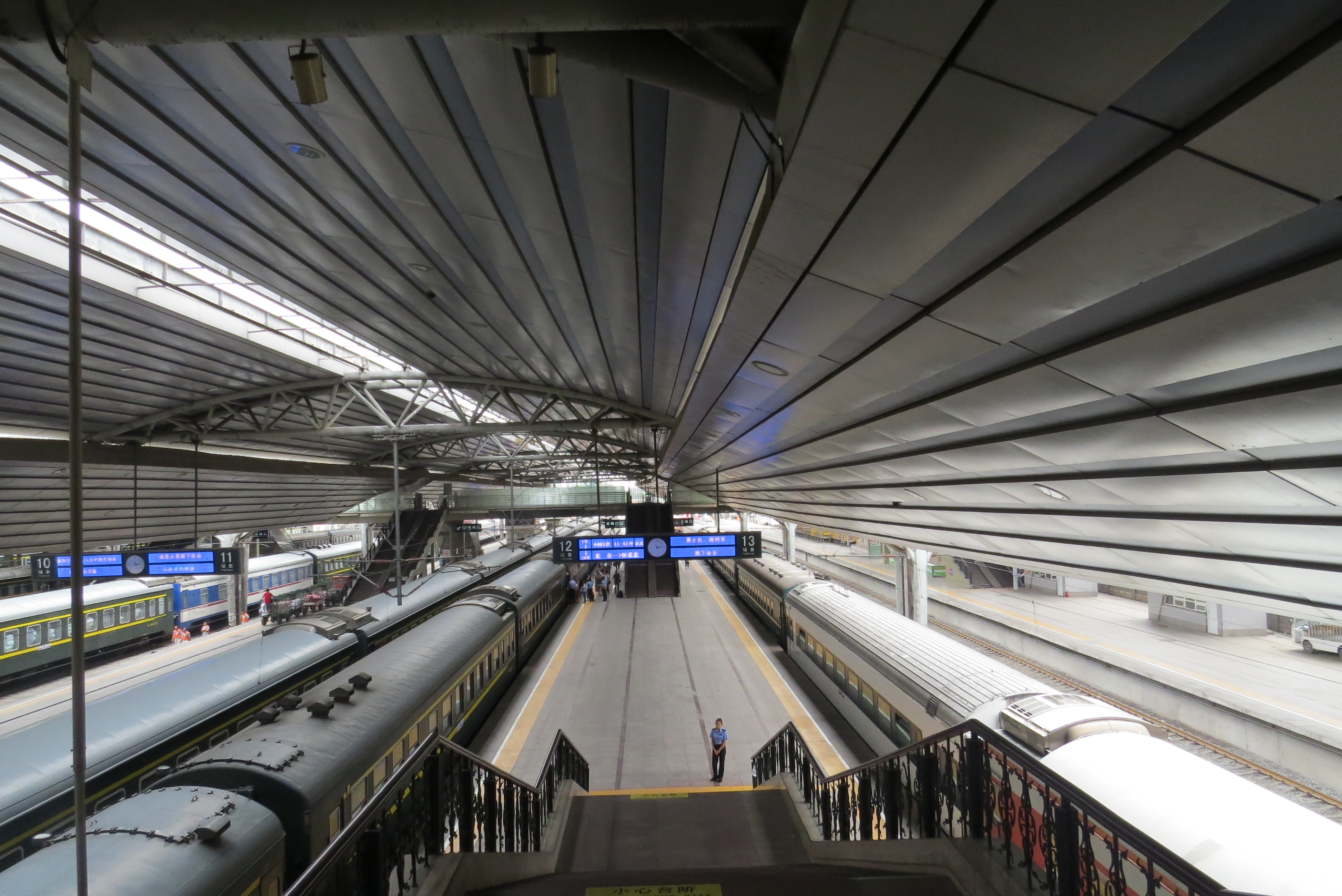
ホーム全景（2015年6月30日）
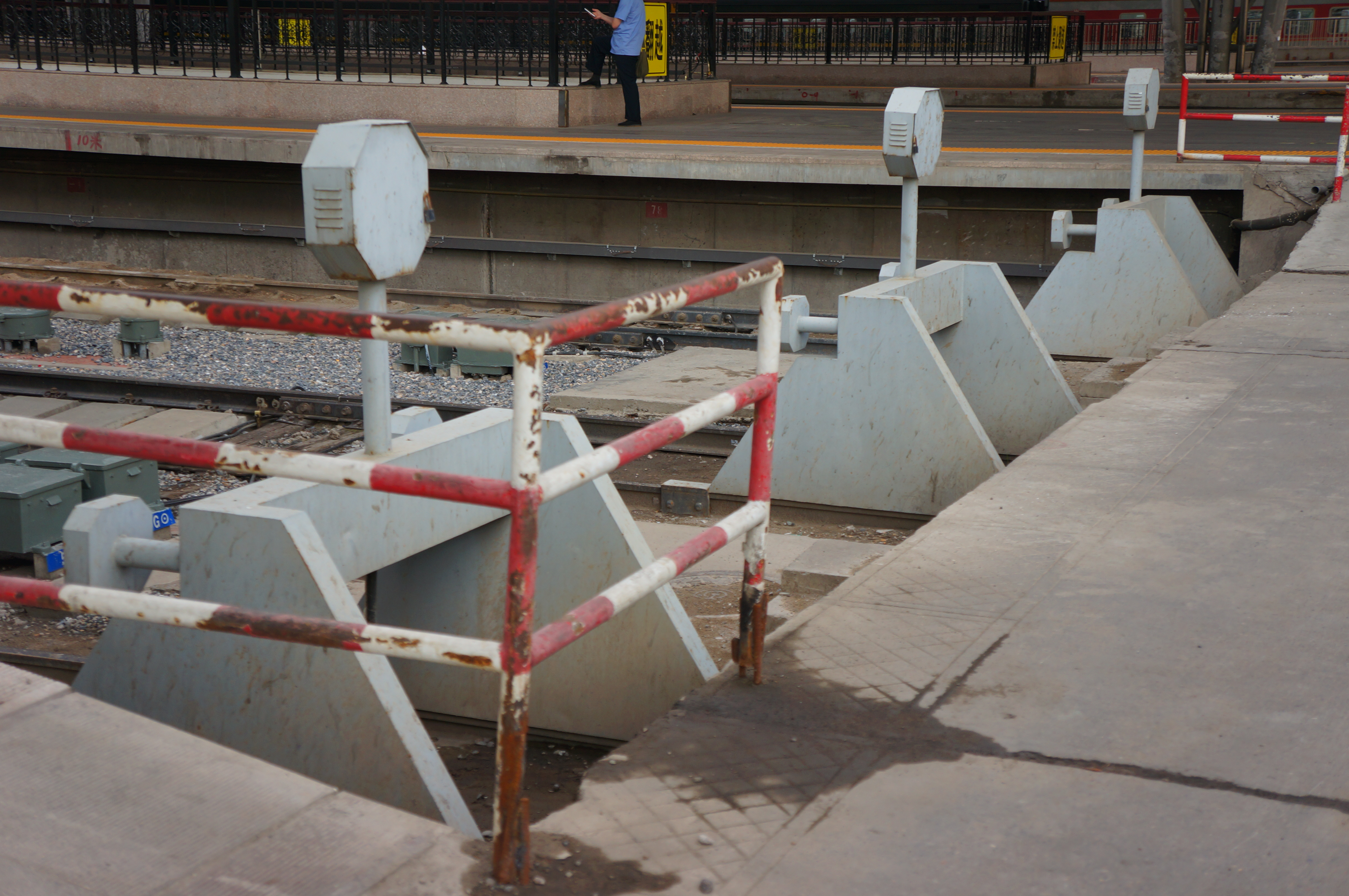
頭端式ホームの車止め（2016年6月17日）

### 北京地下鉄
島式ホーム1面2線の地下駅である。改札口はホーム両端付近に別個に設置され、それぞれから北京駅東街の両側へ、計4か所の出入口が設けられている。
切符売り場は出入口とは独立した位置の地上にある。

#### のりば
| 南側のりば | ■2号線 (外回り) | 建国門・東直門・雍和宮方面 |
| 北側のりば | ■2号線 (内回り) | 前門・復興門・西直門方面   |

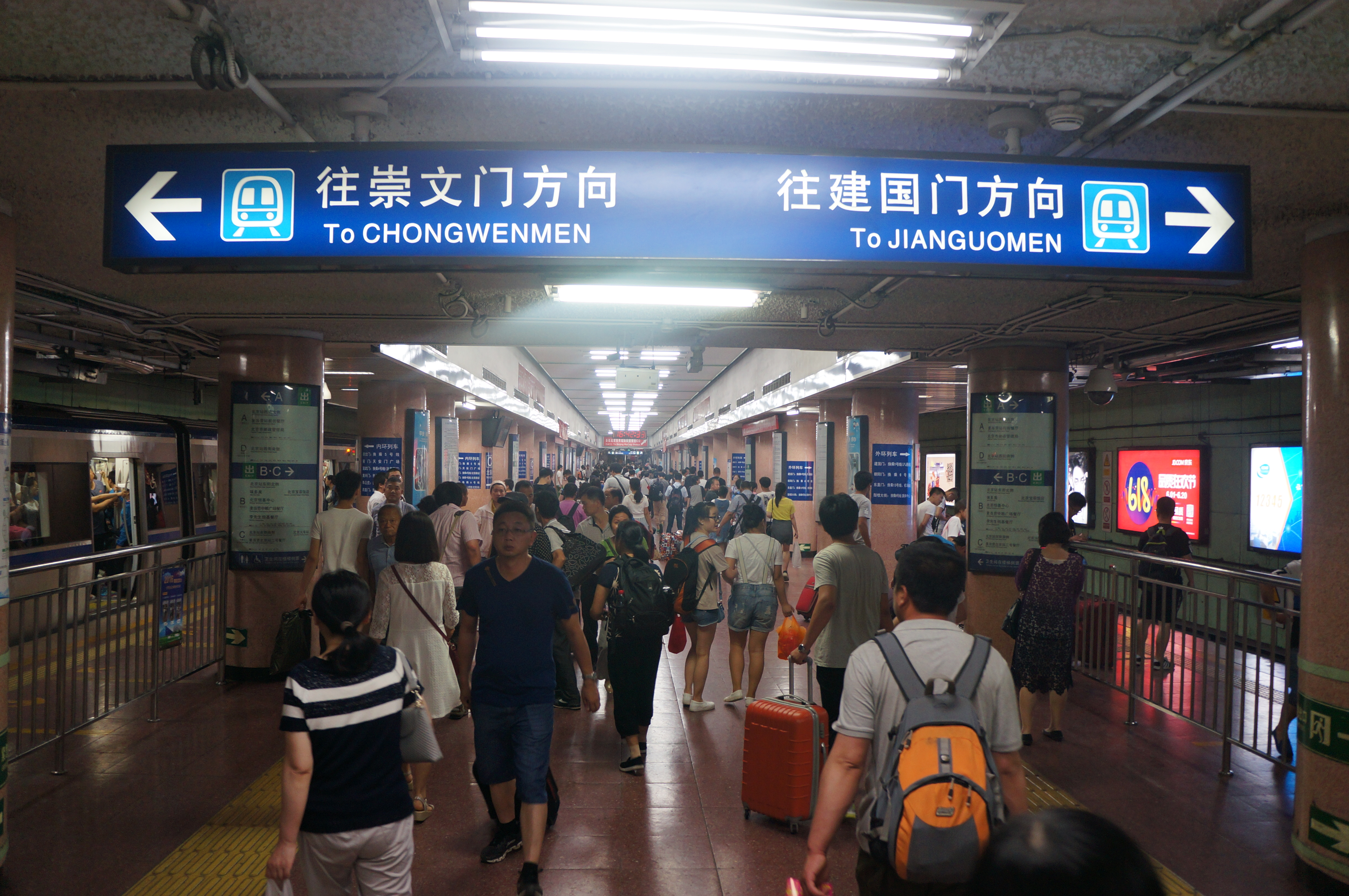
ホーム（2016年6月17日）

## 駅周辺

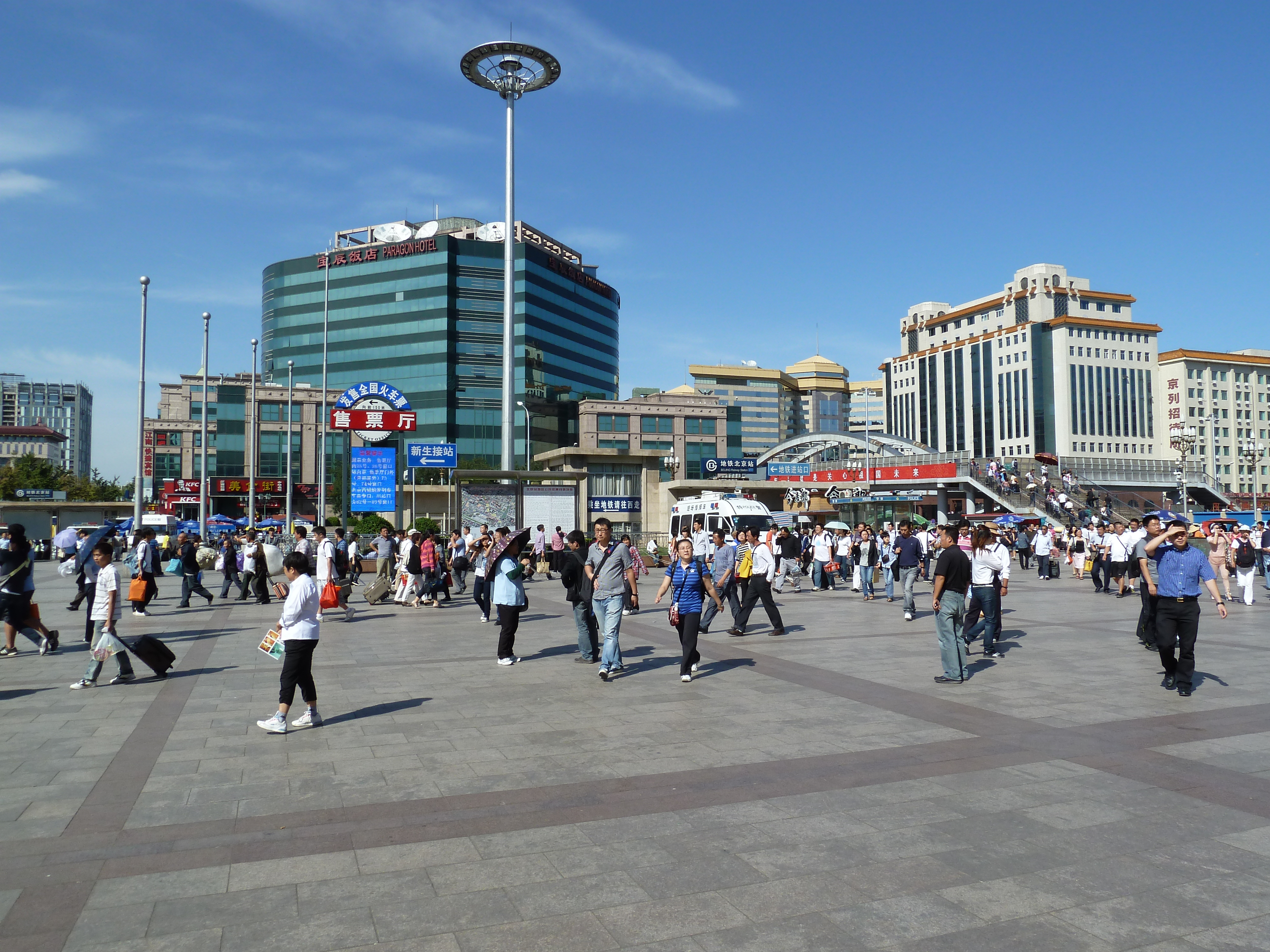
駅前の様子（2011年9月9日）

- 建国門街道（中国語版）弁事処
- 北京駅郵電局
- 建内大街郵電局
- 北京市第二十四中学
- 北京日報社（中国語版）
- 北京晚報社（中国語版）
- 北京古観象台
- 北京市東城区職業教育中心学校
- 中紡大厦
- 天元大厦
- 国際飯店
- 中粮広場
- 恒基中心
- 宝辰飯店
- 信通大厦
- 三元金安大酒店
- 中国社会科学院
- 市政協
- 全国婦女活動中心
- 全国婦総
- 東単電話局
- 郵政管理局
- 中国国家観光局
- 海関総署
- 香港特区政府駐京弁事処
- 北京駅鉄路分局
- 北京駅地区管理処
- 建国門医院

## 駅周辺を発着するバス
駅周辺から多くの市内、長距離路線が発着している。

### 一般路線バス
北京市政府傘下の公営企業である北京公交の路線が多数ある。
駅前のT字路交差点周辺にある「北京駅前」「北京駅東」「北京駅西」の3ヶ所に停留所がある。
均一料金、10キロまで普通2元、ICカード1元とし、以降は5キロごとに1元(ICカード0.5元)で上がる料金体系である。
北京駅前街
- [9路](東行き) 北京西駅 - 北京駅前 - 金台路
- [24路] 北京駅前 - 左家庄
- [126路] 北京駅東 - 青年路小区
- [619路] 北京駅東 - 焦荘橋北
- [673路] 北京西駅 - 北京駅東 - 石各荘
- [804路] 北京駅東 - （高速経由） - 楊窪
- [特2路] 麗澤橋北 - 北京駅前 - 炎黄芸術館
- [夜10路外回り] 東直門 - 北京駅東 - 東直門
- [夜28路] 恵新東橋南 - 北京駅東 - 宋家荘バスターミナル

北京駅東
- [9路](西行き) 金台路 - 北京駅東 - 北京西駅
- [20路] 北京駅東 - 王府井 - 天安門東 - 前門 - 天壇 - 北京南駅
- [25路] 北京駅東 - 城外誠
- [29路] 北京駅東 - 弘燕バスターミナル
- [39路] 北京駅東 - 双廟
- [52路] 北京西駅 - 公主墳東 - 復興門（中国語版） - 西単 - 天安門 - 東単・王府井 - 北京駅東 - 平楽園
- [59路] 北京駅東 - 前門 - 大観園
- [122路] 北京駅東 - 北京西駅南広場
- [126路] 北京駅東 - 青年路小区
- [140路] 北京駅東 - 石仏営西里
- [403路] 北京駅東 - 環行鉄道
- [639路] 北京駅東 - 黎各庄
- [619路] 北京駅東 - 焦荘橋北
- [622路] 北京駅東 - 成和園小区
- [637路] 北京駅東 - 次渠
- [638路] 北京駅東 - 北京焦化厰
- [639路] 北京駅東 - 黎各庄
- [666路] 北京駅東 - （各駅停車） - 京東運喬建材城
- [668路] 北京駅東 - （高速経由） - 京東運喬建材城
- [668路快] 北京駅東 - （高速経由） - 京東運喬建材城
- [673路] 北京西駅 - 北京駅東 - 石各荘
- [804路] 北京駅東 - （高速経由） - 楊窪
- [805路] 北京駅東 - （高速経由） - 廊坊
- [805路快] 北京駅東 - （高速経由） - 廊坊
- [938路] 北京駅東 - 安平県安平香汐花園
- [938路快] 北京駅東 - 香河ターミナル
- [957路] 北京駅東 - 大興一職
- [夜5路] 北京駅東 - 田順荘
- [夜10路内回り] 東直門 - 北京駅東 - 東直門
- [夜10路外回り] 東直門 - 北京駅東 - 東直門
- [夜17路] 北京駅東 - 北京南駅
- [夜19路] 北京駅東 - 北京焦化厰
- [夜21路] 北京駅東 - 西直門
- [夜24路] 和平東橋南 - 北京駅東 - 北京南駅南広場
- [夜28路] 恵新東橋南 - 北京駅東 - 宋家荘バスターミナル

北京駅西
- [103路] 北京駅西 - 王府井 - 故宮 - 西四 - 阜成門 - 動物園（トロリーバス）
- [104路] 北京駅西 - 王府井 - 安定門 - 地壇 - 五路居（トロリーバス）
- [673路] 北京西駅 - 北京駅東 - 石各荘
- [夜5路] 北京駅東 - 田順荘
- [夜10路外回り] 東直門 - 北京駅東 - 東直門
- [夜17路] 北京駅東 - 北京南駅
- [夜19路] 北京駅東 - 北京焦化厰
- [夜21路] 北京駅東 - 西直門
- [夜24路] 和平東橋南 - 北京駅東 - 北京南駅南広場
- [夜28路] 恵新東橋南 - 北京駅東 - 宋家荘バスターミナル

### 長距離バス
駅前附近から天津等への長距離バスや空港連絡バス等も多数運行されている。

## 隣の駅
中国国家鉄路集団
京滬線
北京駅 - 北京南駅
京哈線
北京駅 - 北京東駅
北京地下直径線
北京駅 - 北京西駅

北京地下鉄
■2号線
崇文門駅 - 北京駅 - 建国門駅